# Phan Văn Hớn
Phan Văn Hớn (潘文漢, 1830-1886) còn được gọi là Phan Công Hớn (潘公漢), lãnh tụ cuộc khởi nghĩa chống Pháp có tên Mười Tám Thôn Vườn Trầu vào cuối năm 1884 tại Sài Gòn, nay là Thành phố Hồ Chí Minh thuộc Việt Nam.

## Thân thế và sự nghiệp

### Trước khi khởi nghĩa
Phan Văn Hớn, người làng Tân Thới Nhứt (nay là xã Bà Điểm) huyện Hóc Môn tỉnh Gia Định (nay thuộc Thành phố Hồ Chí Minh).
Ông là một nông dân văn hay, võ giỏi, có nhiều mưu trí, có tấm lòng hào phóng, ngay thẳng, biết thương yêu đồng bào. Ông thường đứng ra chống lại bọn cường hào và những người thân Pháp nên bị họ căm ghét.
Năm 1879, đốc phủ Trần Tử Ca tri huyện Bình Long (nay là huyện Hóc Môn) là một cộng sự đắc lực của thực dân Pháp, vu khống Phan Văn Hớn mưu loạn khiến ông bị đày ra Côn Đảo 5 năm.
Mãn hạn tù, ông về lại quê nhà, tổ chức hai trường đá gà: một điểm ở ngã tư An Sương, một điểm ở xã Bà Điểm để che mắt đối phương và tiện liên hệ với những người chung chí hướng.
Sau một thời gian bí mật tập hợp dân nghèo, rèn sắm vũ khí, tích trữ lương thực... nhân lời kêu gọi Cần Vương của vua Hàm Nghi, Phan Văn Hớn quyết định khởi nghĩa và thành lập Ban chỉ huy gồm có: Phan Công Hớn (tổng lãnh binh), Nguyễn Văn Quá (chánh lãnh binh), Phạm Văn Hồ (phó lãnh binh), Phan Văn Võ (tức Cai Võ, lo việc nội ứng bên trong dinh huyện Bình Long).

### Khởi nghĩa
Vào 25 tháng chạp năm Giáp Thân (ngày 8 rạng ngày 9 tháng 2 năm 1885) Phan Văn Hớn, Nguyễn Văn Quá (người Đức Hòa, Long An) cùng hơn ngàn nghĩa quân chia làm ba mũi, tấn công vào dinh huyện Bình Long.
Đốc phủ Trần Tử Ca rút lên lầu chống cự, nghĩa quân dùng rơm và dây đậu phộng khô có sẵn trong dinh, đem chất xung quanh nơi Ca ẩn náu rồi châm lửa đốt. Vợ Trần Tử Ca chết cháy. Tử Ca chạy thoát ra ngoài thì bị một nông dân bắt được giao cho quân khởi nghĩa. Đốc phủ Ca bị xử chém, đầu bêu lên cột đèn trước chợ Hóc Môn. Tết năm ấy, ở Hóc Môn có câu: 
Mừng xuân có pháo, có nêu
Có đầu đốc phủ đem bêu cột cờ.
Sau đó nghĩa quân kéo xuống tấn công Sài Gòn. Tới Quán Tre (nay thuộc phường Đông Hưng Thuận, quận 12, Thành phố Hồ Chí Minh), đoàn quân chia ra làm hai, một đạo quân tiến thẳng vào Sài Gòn, một đạo quân trú ngoài nội thành chờ hiệu lệnh tiếp ứng.

### Thất bại
Tờ mờ sáng, đạo quân đầu tiên tới Bình Hòa (nay thuộc quận Bình Thạnh, Thành phố Hồ Chí Minh) thì bị một đội quân Pháp chặn đánh. Thua trận, nhiều nghĩa sĩ bị bắt. Nghe tin dữ, đạo quân thứ hai tự giải tán.
Phan Văn Hớn, Nguyễn Văn Quá chạy thoát, để uy hiếp hai ông ra hàng, Pháp bắt nhiều người thân của hai ông và nhiều dân thường để khảo tra. Vì thương người, hai ông tự nạp mình.
Hai con trai của Trần Tử Ca là Trần Tử Long, Trần Tử Bản xin phép quan Pháp đến thôn Tân Thới Nhì, là nơi giam giữ ông Hớn, ông Hóa, cật vấn và tra khảo hai ông này rất tàn khốc. Cuối cùng, tất cả người bị Pháp bắt, được đem ra xét xử suốt từ ngày 31 tháng 8 đến ngày 3 tháng 9 năm 1885, rồi tuyên 14 án tử hình trong đó có Phan Văn Hớn, Nguyễn Văn Quá.
Rạng sáng ngày 30 tháng 3 năm 1886 (tức ngày 25 tháng 2 âm lịch), hai ông bị hành hình và bị bêu đầu tại chợ Hóc Môn.

## Tưởng nhớ
Nhân dân Việt đã đem thi hài ông Phan Văn Hớn về an táng ở địa phận ấp Tây Bắc Lân, xã Bà Điểm, huyện Hóc Môn; rồi sau này lập đền thờ Phan Văn Hớn tại nghĩa trang tộc họ Phan cũng ở ấp trên, ngay trong thời kỳ Pháp còn cai quản miền Nam Việt Nam. Hàng năm giỗ ông vào ngày 25 tháng 2 âm lịch. Nghi thức lễ được cử hành như lễ tế thần Thành Hoàng vào dịp lễ Kỳ yên ở đình làng Việt.
Phạm Đại Hưng là một nhân sĩ, có thơ khen ngợi ông:
Thập bát phù viên khởi nghĩa đây,
Ra tay làm thử, rõ ra thầy.
Dân cày nhứt trí, nêu danh nghĩa
Hương chức đồng tâm quyết đấp xây.
Gậy gộc đánh tan phường chiếm đất
Củi rơm thiêu hủy bọn theo Tây.
Anh hùng lãnh đạo công ghi nhớ,
Con cháu phụng thờ miếu mộ xây.

## Thông tin thêm
Ông Lê Doãn Hài (1830-1914) là người ở chợ Hóc Môn, và là người chứng kiến đầu đuôi cuộc khởi nghĩa, đã sáng tác bài Vè ông Hớn, ông Quá giết đốc phủ Ca gồm 69 câu thơ lục bát. Trích giới thiệu:
| Đoạn nói về Trần Tử Ca: Thuở xưa phó tổng Bình Dương, Hóc Môn đốc phủ thị cường hiệp oai. Lịnh hành tra khảo phép ngoài, Dây da trói cẳng dân dài khúc cây. Oan ưng sống chết trối thây, Cứ làm hung bạo cho Tây nó dùng... Giết quan trấn thủ đốc Ca Kéo ra dinh ngoại ngã ba hành hình. Mình thời bỏ dựa bên đình, Đầu bêu hỏa thụ trước dinh hãi hùng. Bởi vì chàng ở bất trung... Đoạn nói về hai con Trần Tử Ca: Hai chàng con đốc phủ Ca Xóm làng bắt hết khảo tra sự tình. Ai ai đều cũng thất kinh, Trẻ già lo sợ như hình cò ma... | Đoạn nói về nghĩa quân sau khi khởi nghĩa thất bại: Kẻ thời kết án lưu đày, Người thời chém giết xử rày Hóc Môn. Ba hồi vừa dứt tiếng cồn, Hương Hớn, hương Quá phách hồn chơi mây... ...Ở đời thấy vậy chớ cười, Kiến nguy trí mạng là người trung quân[9]. Còn như táo bạo hành hung, Dầu mà có chết ai cùng có thương. Trước sau kể hết cho tường Tả ra một bổn làm gương cho đời. |

## Sách tham khảo
- Nhiều người soạn, Địa chí văn hóa Thành phố Hồ Chí Minh (tập 1, phần do Nguyễn Đình Đầu biên soạn, tr. 266-267). Nhà xuất bản Thành phố Hồ Chí Minh năm 1987.
- Nguyễn Q. Thắng- Nguyễn Bá Thế, Từ điển nhân vật lịch sử Việt Nam. Nhà xuất bản Khoa học xã hội, Hà Nội, 1992, tr. 807.
- Huỳnh Minh, Gia Định xưa. Nhà xuất bản Văn hóa Thông tin tái bản năm 2006, tr.224-225.
- Nhóm Nhân Văn Trẻ, Hỏi đáp lịch sử Việt Nam (tập 4). Nhà xuất bản Trẻ, 2007, tr. 329-331.
- Nguyễn Thị Thanh Xuân-Nguyễn Khuê-Trần Khuê, Sài Gòn, Gia Định qua thơ văn xưa. Nhà xuất bản Thành phố Hồ Chí Minh, 1987, tr.332-334.